# Miklós Vay

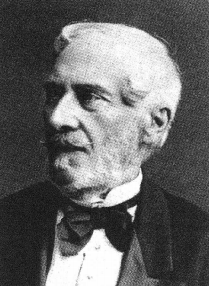
Miklós Vay

Baron Miklós Vay de Vaja et Laskod (Alsózsolca, 29 april 1802 – Boedapest, 13 mei 1894) was een Hongaarse politicus, die van 1888 tot aan zijn dood in 1894 de functie van voorzitter van het Magnatenhuis uitoefende.

## Biografie
Miklós Vay was de zoon van een gelijknamige huzarengeneraal. Na afloop van zijn rechtenstudies legde hij zich aanvankelijk toe op het beheer van de familielandgoederen. Vanaf 1825 nam hij deel aan het bestuur in het comitaat Zemplén, waar hij uiteindelijk onder-ispán werd. Vervolgens werd hij als afgevaardigde verkozen in de Hongaarse Landdag. In juni 1848 werd hij door Lajos Batthyány aangesteld als Koninklijk Commissaris voor Zevenburgen. In oktober dat jaar nam Batthyány ontslag als premier, en duidde Vay aan als zijn opvolger, maar deze wees het aanbod af. Desondanks werd Vay na het neerslaan van de Hongaarse Revolutie van 1848 aangehouden en tot de dood veroordeeld. Deze straf werd door keizer-koning Frans Jozef omgezet in 4 jaar gevangenschap. Vay kwam echter al na 8 maanden vrij.
Na een decennium stilte nam hij opnieuw actief deel aan de politiek. In 1860 werd Vay aangesteld als Hongaars hofkanselier, maar legde in 1861 dit ambt neer toen de koning de Landdag dat jaar ontbond. Van 1865 tot 1867 was hij opper-ispán van het comitaat Borsod. Na de Oostenrijks-Hongaarse Ausgleich van 1867 werd hij opnieuw aangesteld als kroonwachter. In 1888 werd hij aangeduid als voorzitter van het Magnatenhuis, nadat zijn voorganger Pál Sennyey overleden was. Nadien werd Vay nog benoemd tot geheimraad.